# Анаис
Анаи́с (фр. Anaís или Anaïs /anais/) — женское имя, происходящее от имени древнеперсидской богини плодородия и любви Анаиты и от древнееврейского имени Анна.

## Употребление
Анаит (арм. Անահիտ /ɑnɑˈhit/, /-ˈhid/) популярное женское имя в  Армении, а Анаис (Anaïs) — во Франции, которое стало употребительным в середине 1980-х гг. Имя Анаис более распространенное во Франции, чем имя Анна. Это было третье по популярности женское имя в 1993 г., и хотя пик популярности этого имени несколько спал к настоящему времени, оно всё ещё достаточно популярно во Франции и в Армении. Имя не встречается в письменных источниках во Франции до середины XIX в., когда начиная с этого времени его можно обнаружить среди женских имён в Провансе и Каталонии. Его дериват в уменьшительно-ласкательной форме — Наис (Naïs).

## Имя Анаис в искусстве
- В литературе:
  - Имя встречается в романе «Утраченные иллюзии» (1843 г.) Оноре де Бальзака, где главную героиню зовут Анаис де Негрпелис (полное имя: Мари-Луиза-Анаис де Негрпелис, умен.-ласк.: Наис).
- В компьютерных играх:
  - Имя встречается в компьютерной игре "Ведьмак 2: Убийцы королей", где дочь Короля Фольтеста зовут Анаис Ла-Валетт

- В кино:
  - Главную героиню фильма Марселя Паньоля зовут Наис в одноимённом фильме (1946 г.).

- В мультфильме «Удивительный мир  Гамбола» (англо-американо-ирландский мультсериал производства телеканала Cartoon Network) одну из главных героинь — розового зайца — зовут Анаис.